# Katedra Niemiecka w Berlinie
Katedra Niemiecka w Berlinie (niem. Deutscher Dom, Berlin – jest jednym z dwóch byłych kościołów na placu Gendarmenmarkt w Berlinie, stolicy Niemiec.
Katedra mieści się na południowym krańcu placu Gendarmenmarkt, kościół w stylu barokowym składa się z pięciokątnej konstrukcji z klasycystycznym portykiem, zwieńczonej wysoką kopułą. W środku trzy pierwsze kondygnacje dokumentują rozwój demokracji w Niemczech od XIX wieku, czwarta i piąta kondygnacja mieszczą wystawy czasowe.

## Historia
Zaprojektowana przez architekta Martina Grünberga, główny korpus kościoła został wybudowany w 1708 roku przez Giovanniego Simonettiego. W 1785 Carl von Gontard przebudował kościół i dodał wieżę z kopułą.
Katedra została całkowicie zniszczona przez pożar w 1943 roku, podczas II wojny światowej. Po zjednoczeniu Niemiec, katedra została odbudowana (1993) i ponownie otwarta (1996) jako muzeum niemieckiej historii politycznej.